# Fudai daimyō

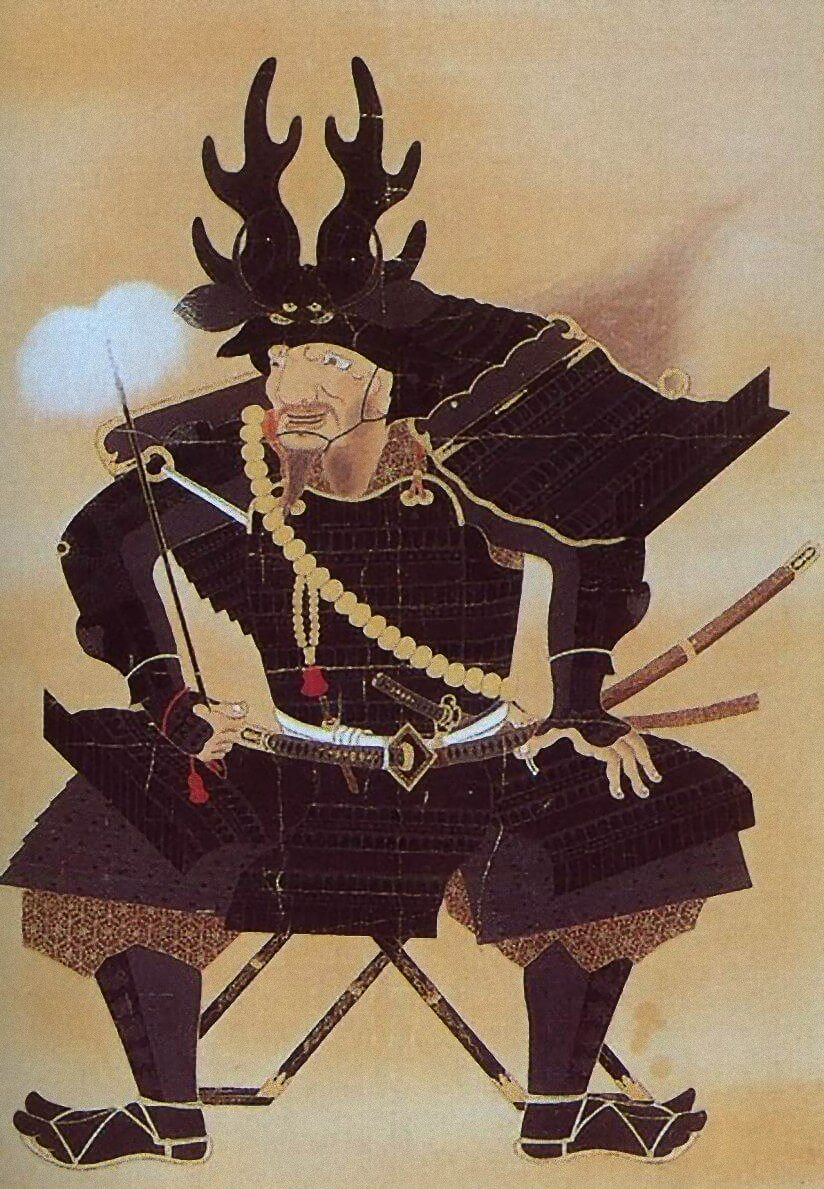
Honda Tadakatsu, un famoso fudai-daimyō del periodo Edo.

Los Fudai-daimyō (譜代大名?) fueron una clase de daimyō, vasallos del shogunato Tokugawa durante el periodo Edo en Japón. Eran los fudai los que generalmente ocupaban los altos puestos de la administración Tokugawa.

## Origen
Muchas de las familias que formaban parte de los fudai-daimyō eran aquellas que habían servido al clan Tokugawa antes de que se alzaran con la supremacía del país después de la Batalla de Sekigahara. Algunos clanes que integraban esta clase eran el clan Honda, el clan Sakai, el clan Sakakibara, el clan Ii, el clan Itakura, el clan Ogasawara, el clan Doi y el clan Mizuno. Los «Cuatro Grandes Generales» de Tokugawa - Honda Tadakatsu, Sakakibara Yasumasa, Sakai Tadatsugu, e Ii Naomasa – (sus principales sirvientes) se convirtieron en fudai-daimyō del mismo modo durante el periodo Edo. Adicionalmente, algunas ramas del clan Matsudaira (del que era originario el clan Tokugawa) se convirtieron en fudai.

## En el periodo Edo
Al obtener el poder en el siglo XVI, Tokugawa Ieyasu aumentó considerablemente sus dominios, por lo que a la mayoría de ellos tuvo que dejarlos en manos de sus vasallos, por lo que obtuvieron el título de daimyō. En contraste con los tozama-daimyō, los fudai generalmente gobernaban sobre pequeños han, los cuales estaban localizados en lugares estratégicos a lo largo de los principales caminos o cerca de los cuarteles generales del shogunato en la Región de Kantō, en Edo.
Ocasionalmente, algunas familias eran elevadas a fudai o elevadas de fudai a shinpan-daimyō, como en el caso del clan Matsudaira, la cual fue elevada de fundai a shinpan, los cuales eran reconocidos oficialmente como parientes del clan Tokugawa. también los hatamoto que incrementaban sus ingresos de arroz a más de 10,000 koku se convertían en fudai.

## Fudai-daimyōen el Bakumatsu

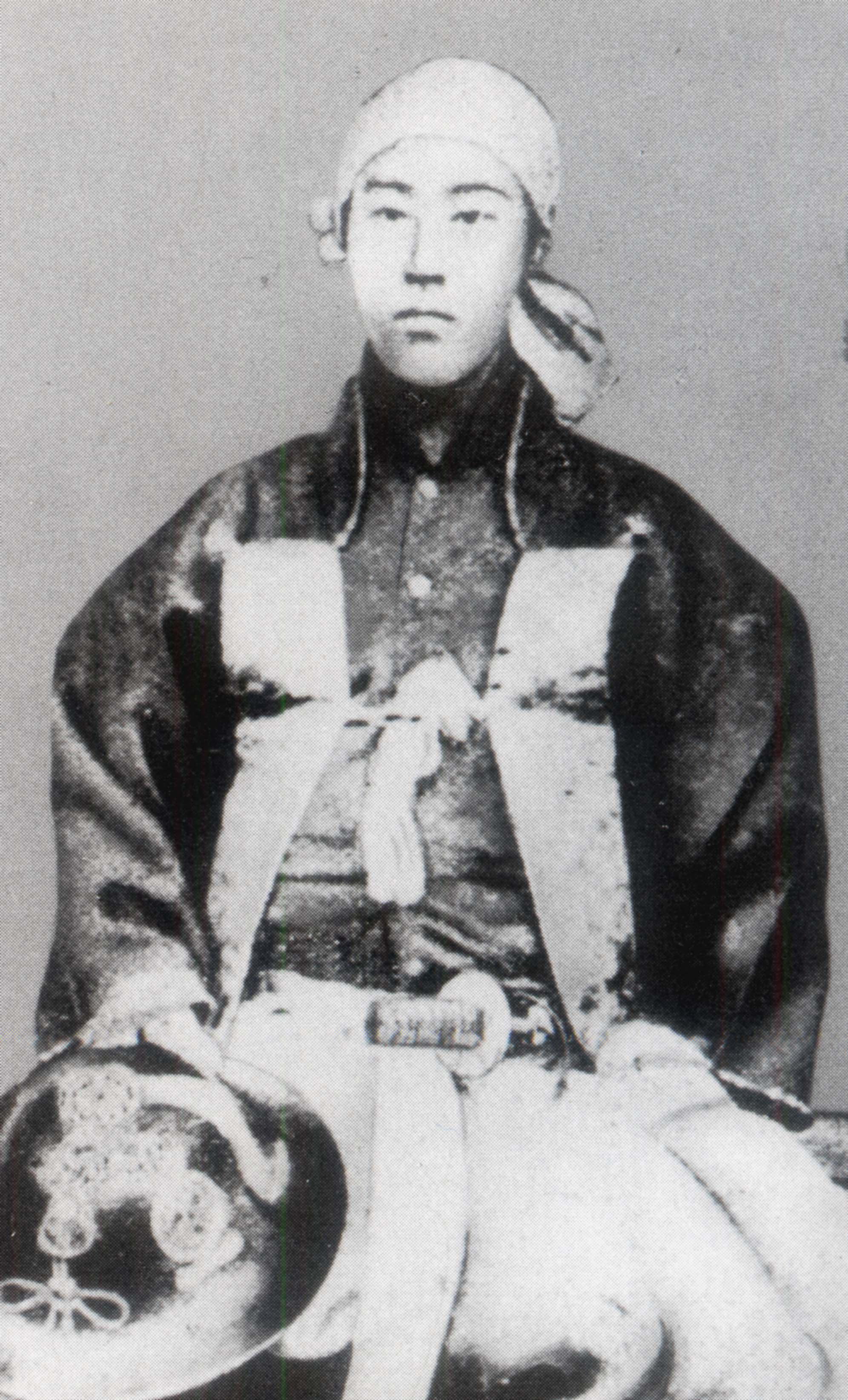
Hayashi Tadataka, un famoso fudai-daimyō del periodo Bakumatsu.

Muchos fudai se involucraron activamente en la política durante el Bakumatsu así como en las actividades militares durante ese periodo.
Durante la Guerra Boshin de 1868 – 1869, algunos fudai tales como el del Dominio Ogaki y el del Dominio Tsu combatieron del lado del shogunato en la primera batalla en Toba-Fishimi, sin embargo, después de la derrota muchos clanes fudai no participaron ni al lado del shōgun ni en su ejército cuando éste marchó al norte para combatir con la República de Ezo. Algunos otros permanecieron neutrales mientras que algunos como los del Dominio Ogaki y el del Dominio Tsu establecieron alianzas abiertamente y apoyaron a la Armada Imperial Japonesa. Ogasawara Nagamichi e Itakura Katsukiyo lideraron pequeños grupos integrados por sus sirvientes durante la primera lucha contra las fuerzas imperiales pero ya que sus dominios estaban ocupados por la armada imperial, fueron forzados a participar en la guerra del lado del imperio. Tan solo un fudai-daimyō, Hayashi Tadataka del Dominio Jōzai, estuvo dispuesto a dejar su territorio y unirse con su ejército al bando del shogunato. Otros grupos de fudai formaron  la Ōuetsu Reppan Dōmei (Alianza del Norte) para luchar por la unidad, pero no por el ahora retirado shōgun.
La mayoría de los fudai llegaron a la Era Meiji pacíficamente, y gobernaron sus dominios hasta la Abolición del sistema han de 1871. Después de esto, las familias entraron al nuevo sistema nobiliario de Japón conocido como kazoku.